# Мечеть Али-паши
Мечеть Али-паши (босн. Ali-pašina džamija) — мечеть в Сараево, Босния и Герцеговина. Была построена в 1560–1561 годах как вакф (имущество, переданное государством или отдельным лицом на религиозные или благотворительные цели) османского государственного деятеля Софу Хадима Али-паши, который был губернатором Боснийского эялета Османской империи до своей смерти в сентябре 1560 года.

## История
Мечеть построена в классическом османском архитектурном стиле. Купол покрывает молитвенную зону, а три меньших купола покрывают другие помещения мечети. Является крупнейшей подкупольной мечетью в Боснии и Герцеговине. На территории комплекса находится мавзолей  с двумя саркофагами — Авдо Сумбул и Бехджета Мутевелича, активистов Гаджрета, погибших в комитате Арада. Мечеть Али-паши была сильно повреждена сербскими войсками во время Боснийской войны в начале 1990-х годов, особенно купол. Последняя реконструкция была выполнена в 2004 году, а в январе 2005 года Комиссия по сохранению национальных памятников вынесла решение о добавлении мечети Али-паши в список национальных памятников Боснии и Герцеговины.